# Bacoor
Bacoor é uma cidade de primeira classe de renda municipal na província Cavite, nas Filipinas. De acordo com o censo de 1 maio  de  2020 possui uma população de 664 625 pessoas e 164 263 domicílios.